# Indigostjärtad smaragd
Indigostjärtad smaragd (Saucerottia cyanura) är en fågel i familjen kolibrier.

## Utseende
Indigostjärtad smaragd är en medelstor kolibri med djupblå stjärt, purpurfärgad övergump och en liten rostfärgad fläck i vingen. Undre näbbhalvan är röd, men det kan vara svårt att se. Hanen är mörkt smaragdgrön, honan mattare i färgerna med gråaktig kropp.

## Utbredning och systematik
Arten delas in i tre underarter med följande utbredning:
- guatemalae – förekommer i den sydöstra delen av delstaten Chiapas i Mexiko och i södra Guatemala
- cyanura – förekommer från södra Honduras till östra El Salvador och nordvästra Nicaragua
- impatiens – förekommer i nordvästra och centrala Costa Rica

### Släktestillhörighet
Arten placeras traditionellt i släktet Amazilia, men genetiska studier visar att arterna i släktet inte står varandra närmast. Den har därför flyttats till släktet Saucerottia.

## Levnadssätt
Indigostjärtad smaragd hittas i skogslandskap, plantage och skogsbryn i låglänta tropiska områden och förberg. Där ses den födosöka på alla nibvåer i blommande buskar och träd, men sittande fågel påträffas vanligen lågt.

## Status och hot
Arten har ett stort utbredningsområde, men tros minska i antal, dock inte tillräckligt kraftigt för att den ska betraktas som hotad. Internationella naturvårdsunionen IUCN listar arten som livskraftig (LC). Beståndet uppskattas till i storleksordningen 50 000 till en halv miljon vuxna individer.